# شاه‌بانوی جنگلی شمالی
شاه‌بانوی جنگلی شمالی (نام علمی: Stichophthalma camadeva) نام یک گونه از سرده استیچوفثالاما است.